# Umrzeć próbując
Umrzeć próbując (ang. Die Trying) – druga powieść serii z Jackiem Reacherem, napisana przez brytyjskiego pisarza Lee Childa. Po raz pierwszy powieść ukazała się w Stanach Zjednoczonych w lipcu 1998 r. Pierwsze polskie wydanie ukazało się nakładem wydawnictwa ISA w 2004 roku.

## Zarys fabuły
Jack Reacher prowadzi życie tułacza, nieustannie zmieniając tymczasowe miejsce zamieszkania. Odreagowuje w ten sposób bardzo rutynowy i zorganizowany tryb życia, który prowadził w wojsku. Kolejny niezaplanowany cel jego w jego podróży to Chicago. Ponieważ do wietrznego miasta przypadkiem dotarł razem z pewnym piosenkarzem, zaproponowano mu posadę bramkarza w klubie bluesowym.
Pewnego słonecznego, czerwcowego dnia, spacerujący ulicami Chicago Jack Reacher miał właśnie minąć wyjście pralni chemicznej, gdy na chodnik pod jego stopy wypada rehabilitacyjna kula, należąca do wychodzącej z niej akurat kobiety. Reacher pomaga nieznajomej kobiecie odzyskać równowagę i zabiera jej naręcze worków z pralni. Sądził, że przejdzie z nią kilka kroków, aż kobieta odzyska panowanie nad sobą, potem wypuści jej rękę i odda ubrania. Kiedy się jednak odwrócił, ujrzał przed sobą dwóch mężczyzn, którzy trzymali w rękach 9-milimetrowe pistolety automatyczne. Mężczyźni, grożąc bronią, zmusili oboje do wejścia do zaparkowanej opodal furgonetki.
Kobieta, z którą Jack Reacher został uprowadzony, to Holly Johnson – agentka FBI, córka generała Johnsona, szefa Połączonych Sztabów Sił Zbrojnych USA. Agenci FBI po dotarciu do taśmy z monitoringu uznają Jacka Reachera za jednego z porywaczy, którzy dokonali uprowadzenia Holly Johnson. Tymczasem Reacher i Holly Johnson zostają wywiezieni 2 tys. mil od Chicago, do bazy fanatycznej grupy milicji, która w swych szaleńczych zamiarach chce stworzyć niezależne państwo na terenie stanu Montana.

## Informacje wydawnicze
Pierwsze polskie wydanie książki ukazało się w 2004 roku nakładem wydawnictwa ISA, pod tytułem Umrzeć próbując. W lutym 2012 r. wydawnictwo Albatros wznowiło wydanie pod zmienionym tytułem Uprowadzony. W czerwcu 2012 r. wydawnictwo Albatros wydało Uprowadzonego w formie e-booka, dostępnego w formatach MOBI (Amazon Kindle) oraz EPUB.
| Informacje wydawnicze | Wydanie I          | Wydanie II             | E-book                 |
| --------------------- | ------------------ | ---------------------- | ---------------------- |
| Wydawnictwo           | ISA                | Albatros               | Albatros               |
| Tytuł                 | Umrzeć próbując    | Uprowadzony            | Uprowadzony            |
| ISBN                  | ISBN 83-7418-003-X | ISBN 978-83-7659-613-6 | ISBN 978-83-7659-477-4 |
| Data wydania          | 2004               | 2012/02                | 2012-06-18             |
| Liczba stron          | 511, [1]           | 478, [1]               | 450                    |
| Oprawa/Format         | miękka             | miękka                 | MOBI/EPUB              |
| Wymiary/Rozmiar       | 115x175 mm         | bd.                    | 1,95 MB                |